# Saga Tenlén
Saga Tenlén, född 26 mars 1900 i Tammerfors, död 1966 i Stockholm, var en finländsk-svensk läkare.
Tenlén, som var dotter till ingenjör Karl Tenlén och Jenny Peterson, avlade studentexamen i Tammerfors 1918 samt blev medicine kandidat 1924 och medicine licentiat i Stockholm 1929. Hon blev vikarierande underläkare vid hud- och könsavdelningen på S:t Görans sjukhus 1930, assistentläkare och vikarierande underläkare vid medicinska avdelningen på Sabbatsbergs sjukhus 1930, underläkare vid hud- och könsavdelningen på S:t Görans sjukhus, assistentläkare vid hud- och könspolikliniken där och biträdande läkare på Stockholms Welanderhem 1931–1936, vikarierande underläkare vid medicinska avdelningen på S:t Eriks sjukhus 1934, var praktiserande läkare i Stockholm 1936–1946, läkare vid Stockholms stads norra hud- och könspoliklinik 1937–1946 samt poliklinikläkare hud- och könspolikliniken S:t Görans sjukhus från 1946. Hon var ordförande i Stockholms kvinnliga Röda Korskår 1942–1947.